# 戈斯京采韋
49°47′55″N 23°11′47″E / 49.79861°N 23.19639°E
戈斯京采韋（烏克蘭語：Гостинцеве），是烏克蘭西部的村莊，隸屬利維夫州的亞沃里夫區。該村面積1.82平方公里，海拔高度227米，2001年人口955，人口密度每平方公里523.57人。